# Ољаси
Ољаси су насељено место у општини Велика, у западној Славонији, Република Хрватска.

## Историја
До нове територијалне организације налазило се у саставу бивше велике општине Славонска Пожега.

## Становништво
Насеље је према попису становништва из 2011. године имало 63 становника.
| Националност       | 1991.        |
| Срби               | 101 (97,11%) |
| Хрвати             | 3 (2,88%)    |
| Југословени        | 0            |
| остали и непознато | 0            |
| Укупно             | 104          |